# Speedtest.net
Speedtest.net — безкоштовний аналітичний вебсайт для аналізу пропускної швидкості широкосмугового інтернету. Заснований Ookla Net Metrics у 2006 році і базується у місті Каліспелл (штат Монтана, США). Користувачі мають можливість протестувати швидкість свого інтернет-з'єднання з одним із сотень вебсерверів, що розташовані в усіх куточках світу. У кінці кожного тесту користувачам надається інформація про швидкість завантаження (швидкість, з якою інформація передається від сервера до комп'ютера користувача) та вивантаження (швидкість, з якою інформація передається від комп'ютера користувача до сервера). Тести виконуються повністю у веббраузері через HTTP протокол (точно так само відбувається нормальний вебперегляд) шляхом Flash-програми. У зв'язку з цим для проходження тесту необхідно встановити плагін Flash на веббраузер. Згідно з інформацією на вебсайті, починаючи з часу, як Speedtest.net з'явився, було зроблено вже більше шести мільярдів тестів пропускної швидкості інтернет-з'єднання.
Сайт також надає детальну статистику, що ґрунтується на результатах тесту. У всьому світі ці дані вже використовувалися безліч разів у різноманітних статтях про аналіз швидкості широкосмугового з'єднання з інтернетом.

## Історія
Власником та оператором Speedtest.net є Ookla Net Metrics, що була заснована у 2006 році Майком Апґаром (Mike Apgar), який є також засновником і колишнім генеральним директором (CEO) інтернет-провайдера Speakeasy (ISP) та невеличкою командою інших колишніх працівників Speakeasy.

## Технологія
Технологія, з якою створювавсь Speedtest.net, ідентична тій, що використовується у Ookla Speed Test, яка надається величезній кількості компаній та організацій на основі ліцензії. Speedtest.net Mini — це безкоштовна версія вебсайту вимірювання інтернет-швидкості із зменшеними у порівнянні з Speedtest.net функціями, яку користувачі зазвичай використовують на своїх вебсерверах. Загалом, щомісяця більш ніж 20 мільйонів тестів швидкості виконується з використанням програмного пакету Ookla.

## Pingtest.net
У 2009 році була створена бета версія вебсайту pingtest.net, а у 2010 році розробники випустили офіційну фінальну версію вебсайту. За допомогою цього вебсайту користувачі можуть дізнатися якість свого широкосмугового з'єднання, вимірюючи скільки було втрачено пакетів (packet loss), який пінг (ping), та дрижання (jitter) лінії.

## Швидкість завантаження/вивантаження даних
Швидкість завантаження та вивантаження інтернет-з'єднання у першій п’ятірці країнах світу та Україні станом на 29 липня 2012 року є наступною:
| Перша п’ятірка країн: Швидкість завантаження | Перша п’ятірка країн: Швидкість завантаження | Перша п’ятірка країн: Швидкість завантаження | Перша п’ятірка країн: Швидкість завантаження | Перша п’ятірка країн: Швидкість завантаження |
| Позиція                                      | Країна                                       | Середня швидкість завантаження               | К-сть користувачів країни, що пройшли тест   |                                              |
| -------------------------------------------- | -------------------------------------------- | -------------------------------------------- | -------------------------------------------- | -------------------------------------------- |
| 1                                            | Південна Корея                               | 33.95 Mb/s                                   | 1,567,135                                    |                                              |
| 2                                            | Литва                                        | 33.24 Mb/s                                   | 4,844,821                                    |                                              |
| 3                                            | Андорра                                      | 32.37 Mb/s                                   | 27,084                                       |                                              |
| 4                                            | Сінгапур                                     | 30.55 Mb/s                                   | 6,261,643                                    |                                              |
| 5                                            | Тайвань                                      | 29.72 Mb/s                                   | 3,393,812                                    |                                              |
|                                              |                                              |                                              |                                              |                                              |
| 21                                           | Україна                                      | 16.91 Mb/s                                   | 38,708,356                                   |                                              |

| Перша п’ятірка країн: Швидкість вивантаження | Перша п’ятірка країн: Швидкість вивантаження | Перша п’ятірка країн: Швидкість вивантаження | Перша п’ятірка країн: Швидкість вивантаження | Перша п’ятірка країн: Швидкість вивантаження |
| Позиція                                      | Країна                                       | Середня швидкість вивантаження               | К-сть користувачів країни, що пройшли тест   |                                              |
| -------------------------------------------- | -------------------------------------------- | -------------------------------------------- | -------------------------------------------- | -------------------------------------------- |
| 1                                            | Південна Корея                               | 28.94 Mb/s                                   | 1,567,135                                    |                                              |
| 2                                            | Андорра                                      | 28.19 Mb/s                                   | 27,084                                       |                                              |
| 3                                            | Литва                                        | 26.16 Mb/s                                   | 4,844,821                                    |                                              |
| 4                                            | Люксембург                                   | 24.47 Mb/s                                   | 554,286                                      |                                              |
| 5                                            | Латвія                                       | 19.00 Mb/s                                   | 4,936,915                                    |                                              |
|                                              |                                              |                                              |                                              |                                              |
| 14                                           | Україна                                      | 18.10 Mb/s                                   | 38,708,356                                   |                                              |

Згідно дослідження і складення рейтингу ресурсом Speedtest.net стало відомо, що в 2024 році Україна займає одне з останніх місць у світі за показниками мобільного інтернету. Згідно з даними на червень 2024 року, країна посідає 93 місце зі 108 вимірюваних, з середньою швидкістю в 21,24 Мбіт/с. Це на 2,5 раза нижче за світовий середній показник, що відзначається недостатньою ефективністю інтернет-інфраструктури на мобільних мережах в Україні. Ситуація зі стаціонарним інтернетом в Україні дещо краща: Україна посідає 70 місце серед 159 країн зі швидкістю 80,2 Мб/с.
В серпні 2024 року за результатами аналізу 2661108 користувацьких тестів Speedtest.net, світовий лідер з тестування та аналізу швидкості інтернету Ookla визначив лідера за швидкістю мобільного інтернету в Україні. Ним за підсумками 1-2 кв. 2024 року став «Vodafone Україна».